# 东上将
）
東上將（后髮座，α Comae Berenices，縮寫為Alpha Com或α Com）是在星座后髮座（貝勒尼基的頭髮），距離大約17.8秒差距（58光年）。它由兩顆主序星組成，每顆恆星都比太陽熱一點，亮度也更高。
據說東上將代表貝勒尼基女王佩戴的王冠。這兩個成分被命名為東上將A（官方名稱Diadem /ˈdaɪədɛm/，系統的傳統名稱）和B。

## 名稱
「東上將」（拉丁化的名稱是「Alpha Comae Berenices」)，后髮座α是拜耳命名法的名稱。這兩個組成部分的名稱分別為后髮座αA和B，源於華盛頓多重星錶（WMC）對多恆星系統使用的慣例，並被國際天文學聯合會（IAU）採用。
該系統的傳統名稱為「Diadem」和「Al-Dafirah」，後者源自阿拉伯語الضفيرة 「ađ̧-đ̧afīrah」，意思為「編織物」。在2016年，國際天文學聯合會組織恆星名稱工作小組（WGSN，Working Group on Star Names）對恆星的專有名稱進行編目和標準化。WGSN决定將專有名稱歸屬於單顆恆星，而不是整個多星系統。2017年2月1日，國際天文學聯合會核准了東上將A的名稱「迪亞登」（Diadem）並被列入IAU核定的恆星名稱清單。
在中國，太微左垣的意思是太微垣左邊的圍牆，是指由東上將、左執法（室女座η）、東上相（室女座γ）、東次相（室女座δ）、東次將（室女座ε）組成的一個星官。因此，后髮座α（東上將）的中文名稱也稱為太微左垣五（英語：。）。名稱東上將 ()，意思是「東方第一將軍」。東上將（Dōngshǎngjiāng），西化為「尚曾」（Shang Tseang），但這個名字被R.H.Allen指定為「后髮座v」，意思是「高級將軍」。

## 性質
雖然東上將是拜耳命名的后髮座α星，但它的星等4.32，實際上比β星（周鼎一）還要暗。
它是一顆聯星，兩顆星的星等幾乎相同，分別是5.05等和5.08等，並以25.87年的週期在軌道上互繞著。估計該系統距離地球約58光年，幾乎以側面朝向地球，以至於這兩顆恆星似乎在一條直線上來回移動，最大間距僅為0.7角秒。預測這兩顆恆星將會發生星食的現象，但由於對星食時間的誤判，尚未成功觀測到食的事件。
這兩顆恆星之間的距離大約僅10天文單位，差不多就是我們的太陽和土星之間的距離。

## 视伴星
這對聯星還有一顆視覺伴星，CCDM J13100+1732C，視星等10.2，位於89弧秒外，位置角345°。
東上將與球狀星團梅西耶53和NGC 5053形成一個等腰三角形。這個三角形的表觀直徑略大於一度。東上將的位置在兩個球狀星團的西面（前面）。